# Sanchet D'Abrichecourt
Sanchet D'Abrichecourt (C. 1330 - 1360), Senhor de Abrichecourt, foi membro fundador da Ordem da Jarreteira em 1348, estabeleceu a ordem no Castelo de Windsor. É o vigésimo quinto cavaleiro companheiro da Ordem.
Ele nasceu em Bugnicourt, filho de Nicholas D'Abrichecourt, um nobre de Hainaut que tinha vindo para a Inglaterra em 1326 como uma escolta de Rainha Isabel. A rainha estava voltando da França com seu filho Eduardo, com o objetivo finalmente bem sucedido de depor de seu marido, Eduardo II, e definindo o jovem Eduardo no trono Inglês, em lugar de seu pai. Sanchet tinha um irmão mais novo, Eustace.
Também é conhecido como "Zanchettus Dabridgecourt", "Sanchio Dabridgecourt", "Zanchet D'Abridgecourt" ou "d’Abricoutt", "Dabridgcourt", "D'Abrichecourt", "Dabrichecourt", "Aubréciourt" ou "Sanchio d'Ambrecicouit". Apesar de francês, lutou do lado inglês na Guerra dos Cem Anos.